# Сосновка (Руднянский район)
Сосновка — село в Руднянском районе Волгоградской области, административный центр и единственный населённый пункт Сосновского сельского поселения.
Население — 457 (2021)

## История
Дата основания не установлена. Село известно с начала XIX века. До революции село относилось к Аткарскому уезду Саратовской губернии..
Согласно Списку населённых мест Аткарского уезда 1914 года (по сведениям за 1911 год) село Сосновка относилось к Матышевской волости, село населяли бывшие государственные крестьяне, великороссы, составлявшие одно сельское общество, всего 842 мужчины и 843 женщины. В селе имелись 2 школы
С 1928 года — центр Сосновского сельсовета Руднянского района Камышинского округа (округ упразднён в 1930 году) Нижне-Волжского края (с 1935 года Сталинградского края, с 1936 года — Сталинградской области, с 1961 года — Волгоградской области)

## Физико-географическая характеристика
Село находится в степной местности, на правом берегу реки Терсы. Рельеф местности холмисто-равнинный. Центра села расположен на высоте около 115 метров над уровнем моря. Южнее села оканчиваются крайние северные отроги возвышенности Медведицкие яры. Высота местности увеличивается до 150 и более метров над уровнем моря. Почвы — чернозёмы южные, в пойме Терсы — пойменные нейтральные и слабокислые. По берегам Терсы — пойменный лес
К селу имеется подъезд от автодороги Рудня — Елань. По автомобильным дорогам расстояние до областного центра города Волгограда составляет 340 км, до районного центра посёлка Рудня — 31 км.
Климат
Климат умеренный континентальный (согласно классификации климатов Кёппена — Dfb). Многолетняя норма осадков — 435 мм. Наибольшее количество осадков выпадает в июле — 51 мм, наименьшее в марте — 22 мм. Среднегодовая температура положительная и составляет + 6,4 °С, средняя температура самого холодного месяца января −10,0 °С, самого жаркого месяца июля +21,9 °С.
Часовой пояс
Сосновка, как и вся Волгоградская область, находится в часовой зоне МСК (московское время). Смещение применяемого времени относительно UTC составляет +3:00.

## Население
Динамика численности населения
| 1859 | 1897 | 1911 | 1987 | 2002 |
| ---- | ---- | ---- | ---- | ---- |
| 645  | 1261 | 1685 | ≈650 | 598  |

| 2010 | 2012 | 2013 | 2014 | 2015 | 2016 | 2017 |
| ---- | ---- | ---- | ---- | ---- | ---- | ---- |
| 582  | ↘571 | ↘552 | ↘551 | ↘528 | ↘517 | ↘503 |
| 2018 | 2019 | 2020 | 2021 |      |      |      |
| ↘490 | ↘488 | ↘472 | ↘457 |      |      |      |